# 加蓬副長頜魚
加蓬副長頜魚，為輻鰭魚綱骨舌魚目象鼻魚科的其中一種，被IUCN列為次級保育類動物，分布於非洲Ivindo、Ntem及Woleu河流域，體呈深褐色，頭部微凹，鼻子部位呈U字型，背鰭軟條19-21枚，臀鰭25-27枚，體長可達16.3公分。